# Sihad Keyrouz
Sihad Keyrouz (arab. ‏جهاد ناجي كيروز‎; ur. 4 kwietnia 1960 w Bejrucie zm. 4 lutego 2019 w San Antonio) – libański judoka. Olimpijczyk z Moskwy 1980, gdzie zajął dziewiąte miejsce w wadze ekstralekkiej.

## Letnie Igrzyska Olimpijskie 1980
| Konkurencja | I runda                | II runda                | Klas. końcowa |
| Konkurencja | Przeciwnik I           | Repasaże I              | Miejsce       |
| ----------- | ---------------------- | ----------------------- | ------------- |
| 60 kg       | José Rodríguez (CUB) P | Samir El-Najjar (SYR) P | 9.            |